# El Escorial
El Escorial er en by og kommune i det centrale Spanien i Madrid-regionen. Den har et indbyggertal på 17.176 (2024) indbyggere.